# Patargo
Patargo è un arrondissement del Benin situato nella città di Djougou (dipartimento di Donga) con 22.368 abitanti (dato 2006).